# جرارد سالتون
جرارد سالتون (انگلیسی: Gerard Salton; ۸ مارس ۱۹۲۷ – ۲۸ اوت ۱۹۹۵) دانشمند رایانه در زمینه بازیابی اطلاعات اهل ایالات متحده آمریکا و استاد علوم رایانه در دانشگاه کرنل بود. او به پدر بازیابی اطلاعات معروف بود. او از زمانی که در هاروارد بود، سیستم بازیابی اطلاعات هوشمند را آغاز کرد و گروه او در کرنل آنرا  توسعه داد. این اولین سیستمی بود که از مدل فضای برداری برای بازیابی اطلاعات استفاده کرد.
وی همچنین برندهٔ جوایزی همچون کمک‌هزینه گوگنهایم شده‌است.